# 鸡卵清蛋白上游启动子转录因子
鸡卵清蛋白上游启动子转录因子（英语：Chicken ovalbumin upstream promoter-transcription factor），缩写为COUP-TF，是一种蛋白质，是细胞内转录因子核受体家族的成员。COUP-TF有两种变体，分别标记为COUP-TFI和COUP-TFII，分别由NR2F1和NR2F2基因编码。
COUP-TF在生物体的发育中发挥着关键作用。